# Kelly-Ann Baptiste
Kelly-Ann Baptiste (ur. 14 października 1986) – trynidadzko-tobagijska lekkoatletka, sprinterka.
Nie wzięła udziału w mistrzostwach świata w Moskwie (2013) z powodu wykrycia u niej niedozwolonego dopingu.

## Osiągnięcia
- brązowy medal mistrzostw świata juniorów młodszych (bieg na 100 m, Sherbrooke 2003)
- 1. miejsce w biegu na 100 metrów podczas zawodów pucharu interkontynentalnego w 2010
- brązowy medal mistrzostw świata w 2011
- brązowy medal mistrzostw świata w 2015

Baptiste czterokrotnie reprezentowała Trynidad i Tobago podczas igrzysk olimpijskich:
- Ateny 2004 – sztafeta 4 × 100 metrów z Baptiste na ostatniej zmianie nie ukończyła biegu eliminacyjnego
- Pekin 2008 – sztafeta 4 × 100 metrów z Baptiste na drugiej zmianie nie ukończyła biegu eliminacyjnego, w starcie indywidualnym Baptiste odpadła w ćwierćfinale 100 metrów, ostatecznie została sklasyfikowana na 22. pozycji
- Londyn 2012 – 6. miejsce w biegu na 100 m
- Rio de Janeiro 2016 – 5. miejsce w sztafecie 4 × 100 metrów, w starcie indywidualnym Baptiste odpadła w eliminacjach biegu na 100 metrów

Wielokrotnie zdobywała medale mistrzostw Trynidadu i Tobago.

## Rekordy życiowe
- bieg na 100 metrów – 10,84 (2010, 2015) były rekord Trynidadu i Tobago
- bieg na 200 metrów – 22,60 (2009) były rekord Trynidadu i Tobago / 22,23w (2012)
- bieg na 60 metrów (hala) – 7,13 (2008) były rekord Trynidadu i Tobago
- bieg na 200 metrów (hala) – 22,90 (2007) były rekord Trynidadu i Tobago

Baptiste razem z koleżankami z reprezentacji jest także aktualną rekordzistą kraju w sztafecie 4 × 100 metrów (42,03 w 2015).

## Progresja wyników

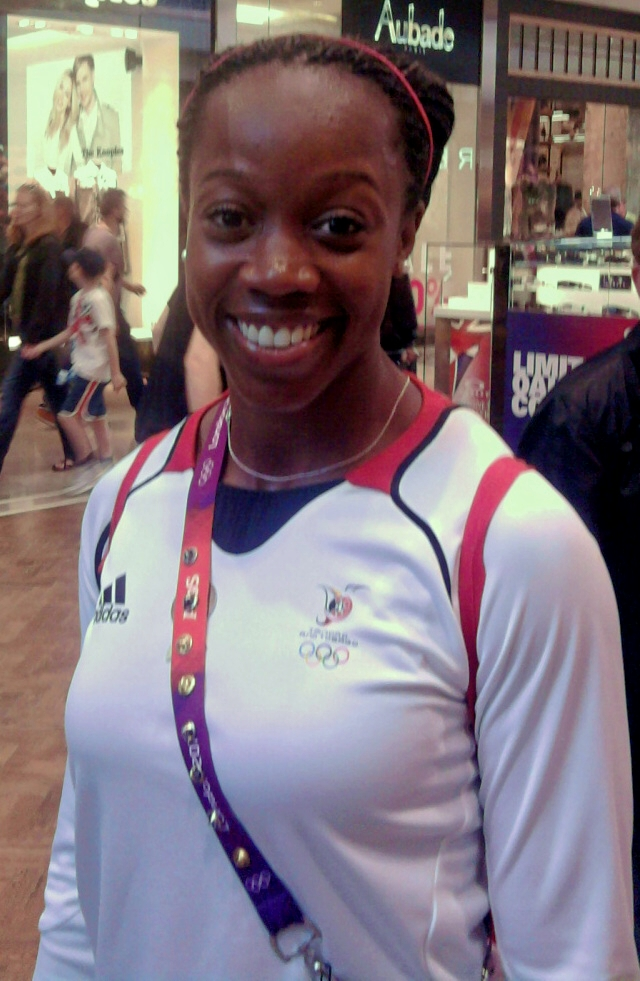

### Bieg na 100 metrów
| Sezon | Rezultat | Miejsce       | Data       |
| ----- | -------- | ------------- | ---------- |
| 2018  | 11,23    | Clermont      | 28/04/2018 |
| 2017  | 10,88    | Port-of-Spain | 24/06/2017 |
| 2016  | 11,04    | Port-of-Spain | 25/06/2016 |
| 2015  | 10,84    | Port-of-Spain | 27/06/2015 |
| 2013  | 10,83    | Port-of-Spain | 22/06/2013 |
| 2012  | 10,86    | Kingston      | 05/05/2012 |
| 2011  | 10,90    | Bruksela      | 16/09/2011 |
| 2010  | 10,84    | Clermont      | 05/06/2010 |
| 2009  | 11,04    | Port-of-Spain | 20/06/2009 |
| 2008  | 11,06    | Austin        | 05/04/2008 |
| 2007  | 11,22    | Baton Rouge   | 24/03/2007 |
| 2006  | 11,08    | Fayetteville  | 14/05/2006 |
| 2005  | 11,17    | Port-of-Spain | 25/06/2005 |
| 2004  | 11,40    | Szombathely   | 08/08/2004 |
| 2003  | 11,48    | Bridgetown    | 09/06/2003 |

### Bieg na 200 metrów
| Sezon | Rezultat | Miejsce       | Data       |
| ----- | -------- | ------------- | ---------- |
| 2016  | 22,73    | Clermont      | 14/05/2016 |
| 2013  | 22,36    | Port-of-Spain | 23/06/2013 |
| 2010  | 22,78    | Saint-Denis   | 16/07/2010 |
| 2009  | 22,60    | Belém         | 24/05/2009 |
| 2008  | 22,67    | Fayetteville  | 31/05/2008 |
| 2007  | 22,95    | Baton Rouge   | 31/03/2007 |
| 2006  | 22,73    | Knoxville     | 27/05/2006 |
| 2005  | 22,93    | Bloomington   | 28/05/2005 |
| 2004  | 23,41    | Grosseto      | 15/07/2004 |
| 2003  | 23,22    | Bridgetown    | 09/06/2003 |